# Onitsha
Onitsha, também grafada em português como Onitcha, (em ibo: Ọ̀nị̀chà ou Ọ̀nị̀chà Mmílí; em inglês: Onitsha) é uma cidade nigeriana do estado de Anambra. De acordo com o censo de 2016, havia 1 080 000 residentes. É uma cidade portuária e comercial, localizada na margem esquerda do rio Níger, ao sul de sua confluência com o Anambra. Segundo dados de 2016, o ar é altamente poluído e está 30 vezes acima dos níveis recomendados pela Organização Mundial da Saúde.

## História
Onitsha foi fundada no início do século XVII por migrantes do Reino do Benim. Cresceu e se tornou centro político e comercial do Reino de Onitsha, dos ibos. Seu sistema monárquico emulou o do Benim e seu obi (rei) acordou, em 1857, com o mercador britânico William Balfour Baikie o estabelecimento de um posto comercial britânico na cidade. Onitsha continuou como principal entreposto de mercadorias do delta do Níger e aquelas transportadas a jusante das cidades dos rios Níger e Benué. Estradas ligaram-a a Enugu e Ouerri e em 1965, com a conclusão de uma ponte sobre o Níger, foi conectada com a Cidade do Benim e Lagos. Anualmente se celebra o festival de Ofala, em honra do obi.
Em 1935, se fundou a Catedral da Santíssima Trindade Católica Romana e em 1952, a Catedral Anglicana de Todos os Santos. Ao longo da primeira metade do século XX, também foram fundadas as principais instituições de ensino da cidade: a anglicana Escola de Gramática Memorial Denis (1925) e as católicas Colégio São Carlos (1928) e Colégio Cristo Rei (1933). O mercado local, um dos maiores da Nigéria, foi destruído em 1968 na Guerra Civil da Nigéria (1967–1970), mas foi reconstruído.

## Geografia
A área metropolitana de Onitsha ocupa 300 quilómetros quadrados, localizando-se na confluência dos rios Níger e Anambra, na bacia do Anambra. É uma região densamente populada, que inclui a municipalidade de Onitsha, no sudeste da Nigéria.

## Economia
O óleo de palma e os cereais são as exportações locais mais importantes, mas inhame, mandioca, milho, frutas cítricas, palma, arroz, peixe e carne bovina também são comercializados. Sua indústria, por sua vez, inclui recauchutagem de pneus, serração e impressão. Uma fábrica têxtil está localizada numa propriedade industrial ao sul da cidade, perto da ponte.

## Abastecimento de água
Segundo um estudo de 1991, naquela data a maioria da população obtinha água através de um elaborado e bem organizado sistema de venda de água, gerido pelo sector privado. Cerca de 275 camiões-cisterna recolhiam água a partir de sondas geotécnicas privadas, vendendo-a às residências e negócios equipados com reservatórios de água. Muitas dessas residências e negócios revendiam depois a água em baldes a pessoas que não podiam comprar grandes tanques de abastecimento de água, ou que não eram servidas pela rede de camiões-cisterna. Durante a estação seca, os sistemas privados de venda de água recolhiam lucros cerca de 24 vezes maiores que os da infraestrutura pública de distribuição de água, pagando as residências de Onitsha aos vendedores privados, ao nível anual, mais de duas vezes os custos de operação e manutenção de um sistema de distribuição canalizado.